# Симоса-Накаяма (станция)
Станция Симоса-Накаяма (яп. 下総中山駅 симоса накаяма эки) — железнодорожная станция на линии Тюо-Собу, расположенная в городе Фунабаси префектуры Тиба. Станция была открыта 12 апреля 1895 года. На станции установлены автоматические платформенные ворота.

## Планировка станции
Одна платформа островного типа и 2 пути.
| 1 | ■Линия Тюо-Собу | Кинситё, Акихабара, Синдзюку, Накано,Митака |
| 2 | ■Линия Тюо-Собу | Ниси-Фунабаси, Цуданума, Тиба               |

## Близлежащие станции
| «         |  | Линия          |  | »             |
| --------- |  | -------------- |  | ------------- |
| Мотоявата |  | Линия Тюо-Собу |  | Ниси-Фунабаси |